# آرش رکنی
آرش رکنی (زاده ۲۲ اسفند ۱۳۷۲) موسیقی‌دان و نوازنده پیانو ایرانی ساکن کشور آلمان است.
آرش در ایران دوره‌های ارف و پیانو را در آموزشگاه‌های موسیقی گذراند، سپس در هنرستان موسیقی تهران ادامه تحصیل داد. سپس برای ادامه تحصیل به کشور ارمنستان رفت. آرش رکنی در ادامه موفق به کسب بورسیه دانشگاه لایپزیک آلمان شد.او همراه با ارکسترهای معتبر دنیا بر روی صحنه‌های بسیاری به نواختن پیانو پرداخته و جوایز بین‌المللی متعددی را کسب کرده‌است.

## جوایز بین‌المللی
- آرش رکنی در ۲ دوره مسابقات بین‌المللی گیومری در بین ۳۸ کشور مقام اول را کسب کرد.[۱][پیوند مرده]
- در سال ۲۰۱۳ در مسابقه جهانی آرهوس در کشور دانمارک مقام جهانی به دست آورد.[نیازمند منبع]
- در سال ۲۰۱۸ در مسابقه جهانی موسیقی یوهان سباستین باخ شهر لایپزیک آلمان مقام دوم را در رشته نوازندگی پیانو کسب کرد.[۲][۳][۴][۵]